# Phil Stern
Philip Stern (* 3. September 1919 in Philadelphia; † 13. Dezember 2014 in Los Angeles) war ein US-amerikanischer Fotograf. Er wurde bekannt durch seine Porträts von Hollywood-Filmgrößen, von denen Aufnahmen von James Dean und Marilyn Monroe besondere Popularität erlangten.

## Leben
Philip (meist „Phil“ genannt) Stern war eines von drei Kindern jüdischer Einwanderer aus Russland, Alix und May Stern. Als Phil 11 Jahre alt war, zog die Familie von Philadelphia nach New York in die Bronx. Mit 18 arbeitete er tagsüber in einem Fotolabor, nachts als Fotograf für die Police Gazette in New York. Ein Jahr später, 1938, stellte ihn die Film-Zeitschrift Friday in Los Angeles als Fotograf ein.
Mit dem Eintritt der USA in den Zweiten Weltkrieg meldete sich Stern zur Armee und arbeitete zunächst in einer Einheit für Fotografie in London. 1943 schloss er sich freiwillig einem amerikanischen Kommando in Nordafrika an. In dieser Zeit entstanden zahlreiche Fotos von Kämpfen gegen die deutschen Angreifer. Phil Stern machte sich dort und 1943 bei der Ankunft amerikanischer Truppen auf Sizilien einen Ruf als Kriegsfotograf.
Nach dem Krieg kehrte er nach Los Angeles zurück und heiratete Rosemae Lindou; das Paar hatte vier Kinder. Er fotografierte zahlreiche Hollywood-Schauspieler, war häufig bei Filmdrehs dabei. Viele Poster zu den Filmen stammen von ihm. Von Phil Stern stammen stilprägende Porträts von Marlon Brando (in Der Wilde), John Wayne, Alfred Hitchcock, Marlene Dietrich und vielen anderen. Er fotografierte auch in der Jazz-Szene (Count Basie, Lester Young, Sarah Vaughan etc.). Seine Fotoreportage des Inaugurationstags von John F. Kennedy am 20. Januar 1961 erlangte Weltruhm. Von Stern stammt unter anderem die Aufnahme, die Frank Sinatra zeigt, wie der dem frisch gewählten Präsidenten Feuer für seine Zigarette reicht.
Die Stammgalerie, in der Stern seine Fotografien ausstellte, war die Fahey/Klein Gallery in Los Angeles. Sein Œuvre findet sich online.
Philip „Snapdragon“ Stern starb 2014 an Herzversagen in Los Angeles.

## Ausstellungen
- 2022: Hollywood's Golden Age, by Phil Stern and Bob Willoughby, Fahey/Klein Gallery, New York[3]

## Bücher mit Fotos von Phil Stern (Auswahl)
- Life: The First Decade, 1936–1945
- Phil Stern’s Hollywood: Photographs, 1940–1979 (1993)
- Phil Stern: A Life’s Work (2003)

## Online-Ressourcen
- Commons: Phil Stern – Sammlung von Bildern, Videos und Audiodateien
- Phil Stern Archives
- Phil Stern bei IMDb